# (15955) Johannesgmunden
(15955) Johannesgmunden (1998 BS13) – planetoida z pasa głównego asteroid okrążająca Słońce w ciągu 4,65 lat w średniej odległości 2,79 j.a. Odkryta 26 stycznia 1998 roku.